# برايان فير
برايان فير (بالإنجليزية: Brian Fair)‏ هو مغني وموسيقي أمريكي، ولد في 30 مايو 1975 في بوسطن في الولايات المتحدة.

## وصلات خارجية
- برايان فير على موقع ميوزك برينز (الإنجليزية)
- برايان فير على موقع ديسكوغز (الإنجليزية)